# 오라녜 자유국의 국기

오라녜 자유국의 국기

오라녜 자유국의 국기는 1856년 디자인되어 1857년 2월 23일 제정되었다. 미국의 국기인 성조기와 흡사한 디자인이며, 주황색과 흰색 줄 4개가 각각 교대된다. 왼쪽 위에는 네덜란드의 국기가 그려져 있다.
1904년 오라녜 자유국이 멸망하면서 폐지되었다. 이후 1928년부터 1994년까지 사용한 남아프리카 연방 및 남아프리카 공화국의 국기에 사용되었다.

## 같이 보기
- 남아프리카 공화국의 국기